# Coras angularis
Coras angularis är en spindelart som beskrevs av Muma 1944. Coras angularis ingår i släktet Coras och familjen mörkerspindlar. Inga underarter finns listade i Catalogue of Life.